# Polycentropus thaxtoni
Polycentropus thaxtoni là một loài Trichoptera trong họ Polycentropodidae. Chúng phân bố ở miền Tân bắc.